# Jure Balkovec
Jure Balkovec (ur. 9 września 1994 w Novo mesto) – słoweński piłkarz grający na pozycji obrońcy w tureckim klubie Alanyaspor oraz reprezentacji Słowenii. Uczestnik Mistrzostw Europy 2024.